# USS Missouri (BB-63)
USS Missouri (BB-63) ("Mighty Mo" eller "Big Mo") är ett slagskepp av Iowa-klass i USA:s flotta och var det fjärde fartyget i den amerikanska flottan att vara uppkallat efter den amerikanska delstaten Missouri. Missouri var det sista slagskeppet som byggdes av USA. När japan kapitulerade efter andra världskriget, skedde det ombord på USS Missouri i Tokyobukten.
Missouri beställdes 1940 och togs i tjänst juni 1944. I Stillahavskriget deltog hon i slaget vid Iwo Jima och Okinawa och bombarderade de japanska öarna, och hon deltog i Koreakriget från 1950 till 1953. Hon togs ur drift 1955 och placerades i USA:s flottreserver ("Mothball Fleet"), men aktiveras igen och moderniserades 1984 som en del av 600-ship Navy-planen och förutsatte eldunderstöd under Operation Desert Storm i januari/februari 1991.
Missouri fick sammanlagt 11 battle stars för tjänstgöring i andra världskriget, Korea och Persiska viken. Hon avvecklades slutligen den 31 mars 1992, men fanns kvar i flottans fartygsregister tills hennes namn ströks i januari 1995. År 1998 donerades hon till USS Missouri Memorial Association och blev museifartyg vid Pearl Harbor, Hawaii.

## Galleri

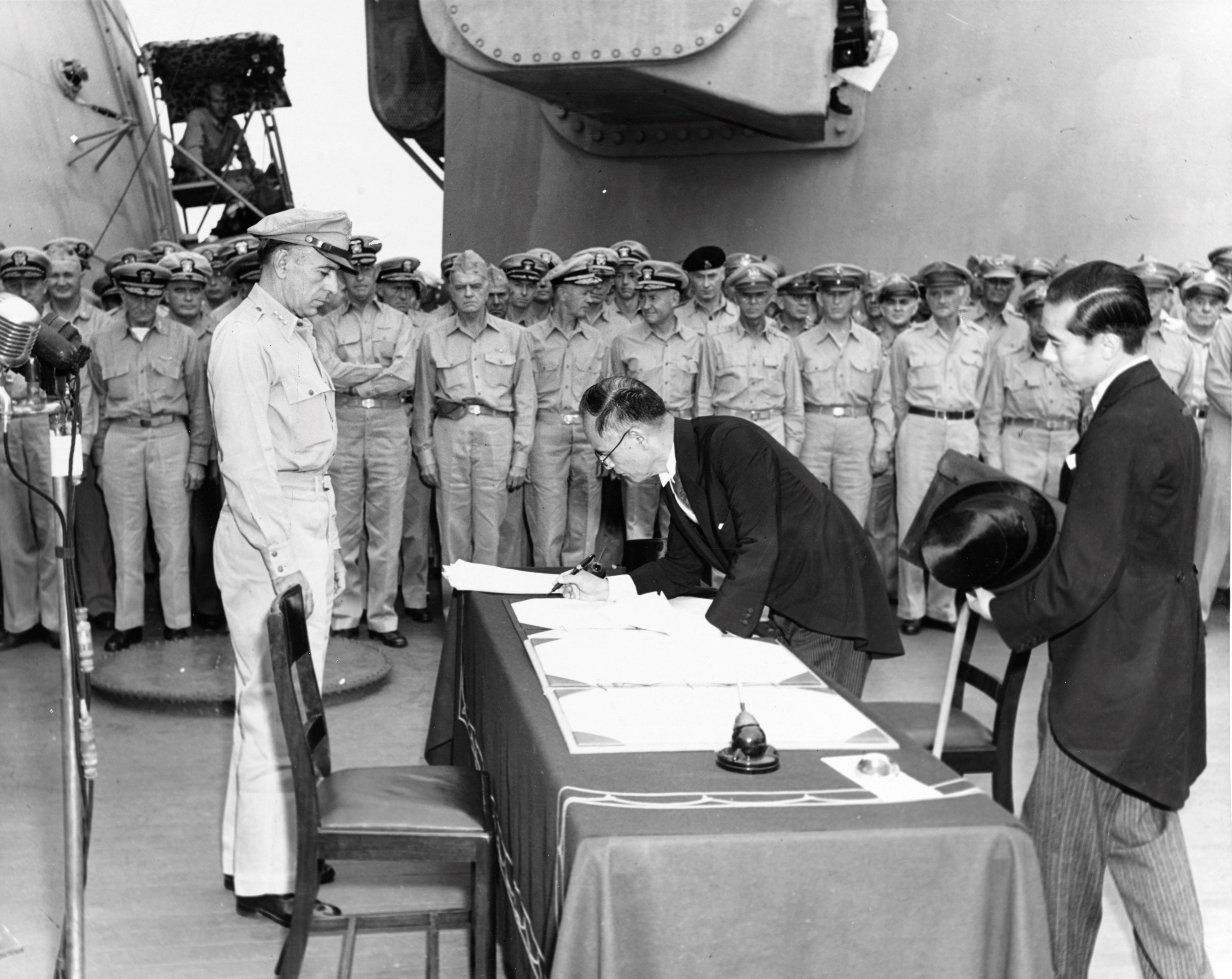
Japans utrikesminister Mamoru Shigemitsu undertecknar kapitulationsdokumenten ombord USS Missouri när general Richard K. Sutherland ser på, 2 september 1945.
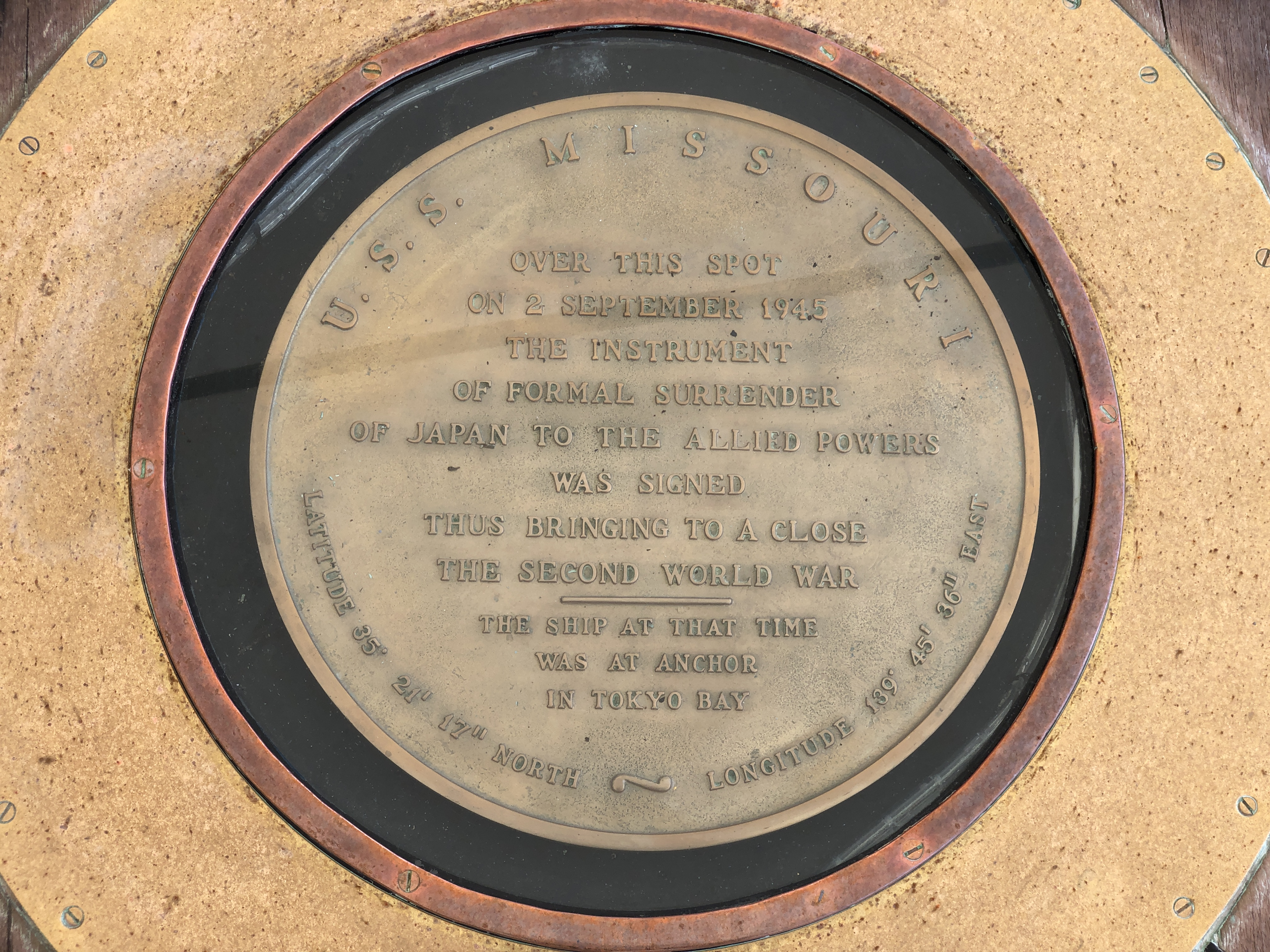
Minnesplakett ombord på USS Missouri där Japan undertecknade kaptulationsdokumenten, 2 september 1945.
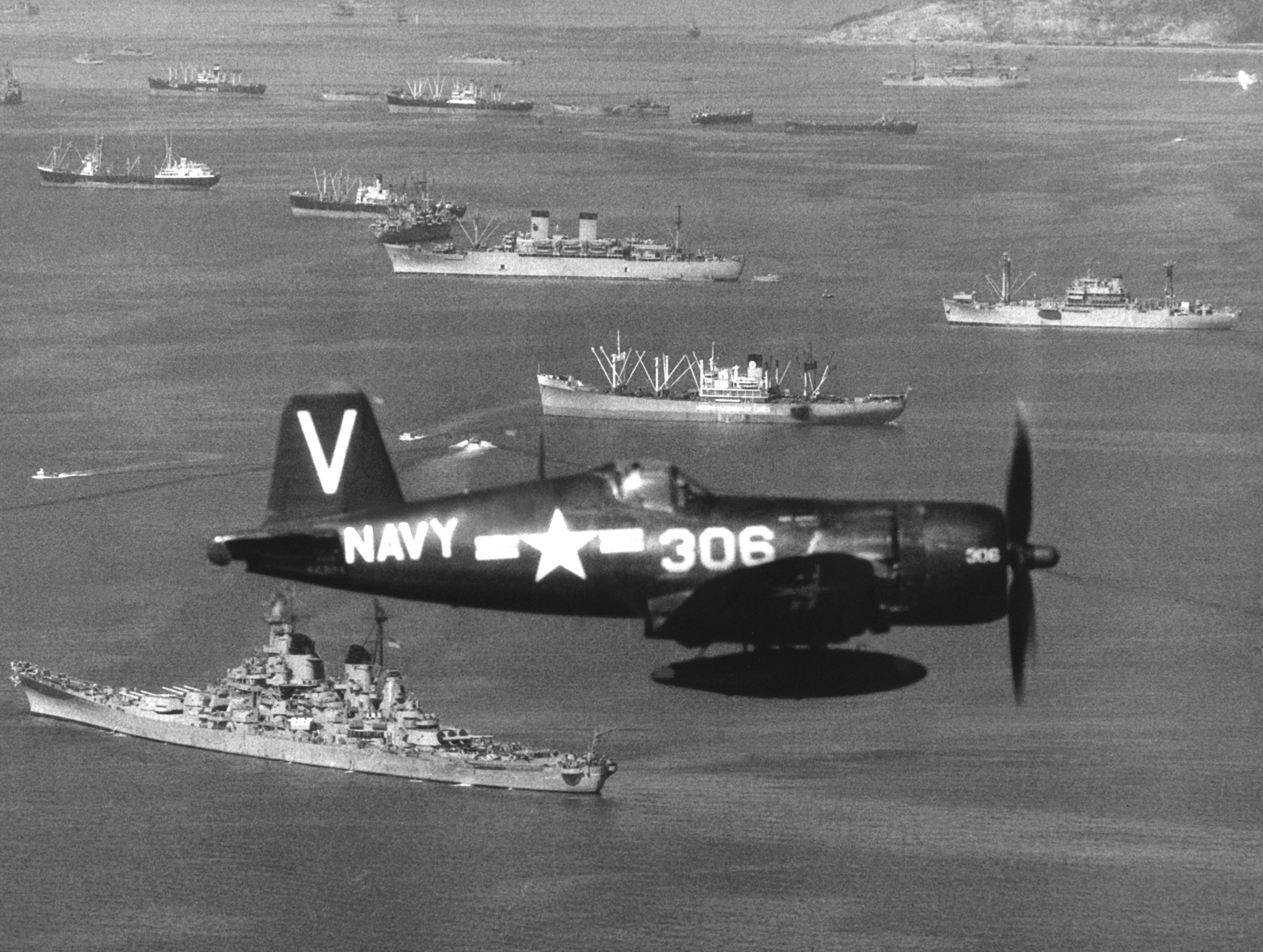
USS Missouri utanför Inchon under Koreakriget, 14 september 1950.
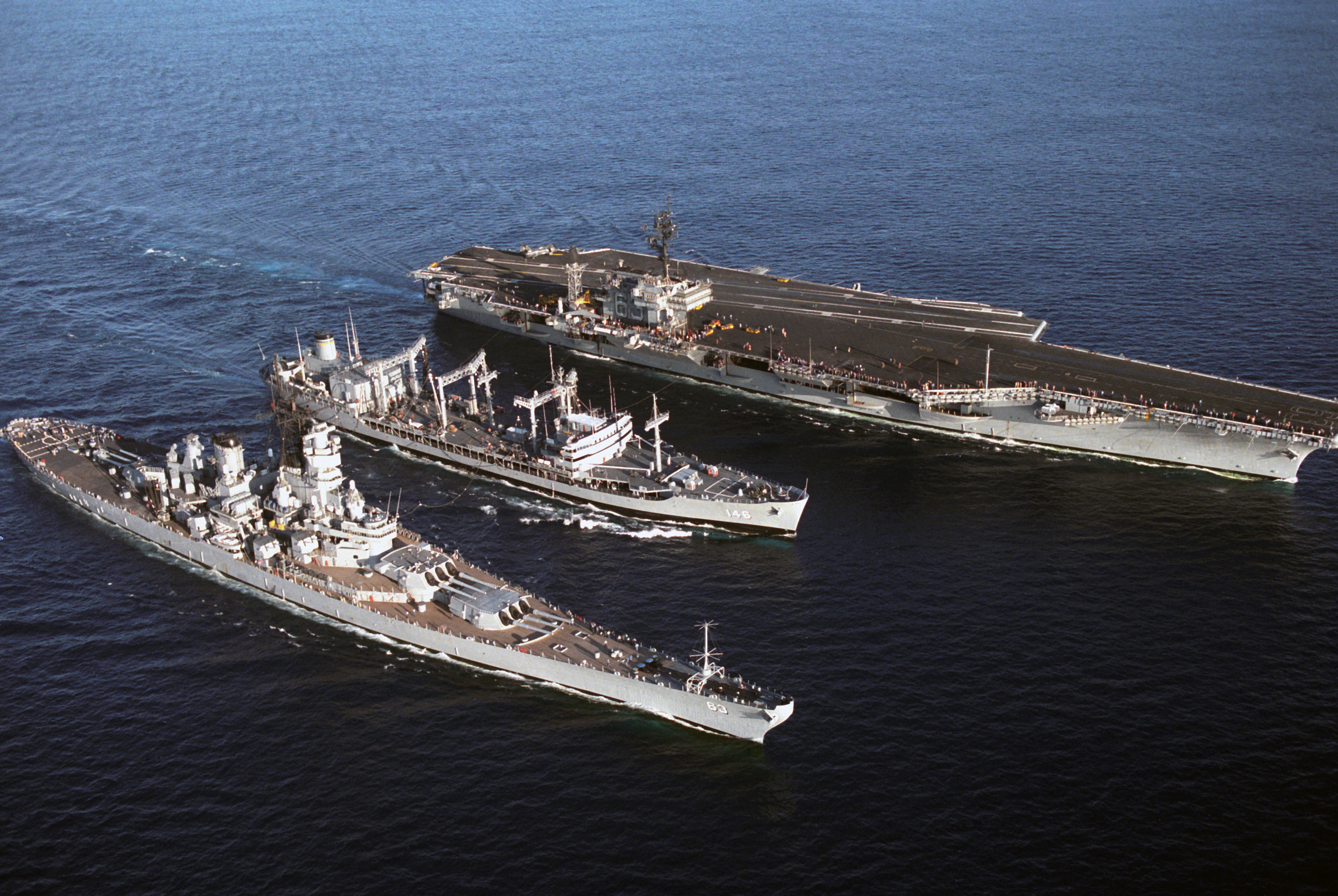
USS Missouri och hangarfartyget USS Kitty Hawk mottar förnödenheter från stödfartyget USNS 'Kawishiwi (AO-146), 25 juli 1986.
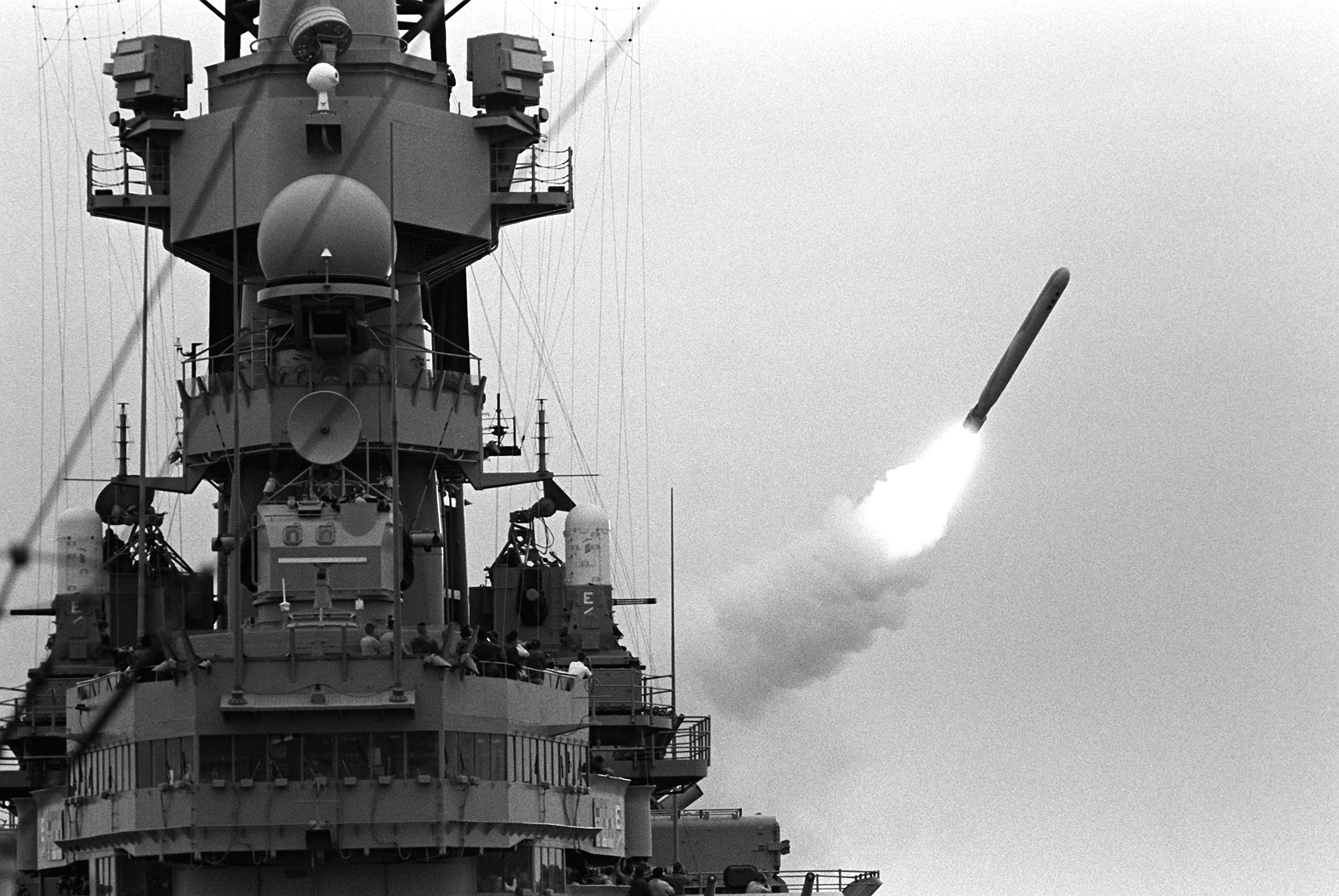
En Tomahawkrobot avfyras från USS Missouri i Persiska viken under inledningen av Gulfkriget, 16 januari 1991.